# Juan José de Vértiz y Hontañón
Juan José de Vértiz  y Hontañón ( 24 de junio de 1682 - 30 de mayo de 1738), fue un personaje español nacido en Tafalla, Navarra, Imperio Español y fallecido en Parral, Chihuahua, Virreinato de Nueva España, Imperio Español, actualmente México. Fue gobernador de Yucatán de 1715 a 1720. Más tarde fue también gobernador de la Nueva Vizcaya, con residencia en Durango de 1731 a 1738.

## Datos históricos
Perteneció al linaje Bertiz de Oieregi, Bertizarana. En 1708 obtuvo el hábito de Caballero de Santiago.
Desde 1707 había obtenido el título de gobernador de Yucatán, mediante el pago de 9000 escudos de plata que hizo de su peculio a la Real Tesorería. Sin embargo, debió esperar a que concluyera el tiempo otorgado a los hermanos Fernando y Alonso de Meneses y Bravo, que lo antecedieron en la gubernatura de la provincia y no tomó posesión de su cargo sino hasta el 15 de diciembre de 1715.
Cuéntase que hizo en Yucatán, que se encontraba en ruina crónica, una meritoria labor reformadora que le valió la simpatía de algunos y la aversión de otros grupos locales. Fomentó diversas obras públicas; reguló los pesos y medidas en un intento de atajar los abusos; intentó mejorar las condiciones de la población maya y combatió a los piratas (sobre todo ingleses) en las costas yucatecas, logrando evacuarlos de la Isla de Términos que habían ocupado por más de cien años. Este logro culminó el 16 de julio de 1717, día de la Virgen del Carmen, razón por la cual a partir de esa fecha se usó el nombre de Isla del Carmen (actualmente Ciudad del carmen, Campeche). Se afirma que Vértiz empleó todo su sueldo de 1670 pesos anuales y aún más, de su propia bolsa, para invertirlos en mejoras materiales en Yucatán. Fue también conocido por reubicar el rastro público que se encontraba junto al Cabildo, a una distancia más conveniente de cuatro cuadras de la Plaza Mayor.
Solicitó del Rey Felipe V de España su relevo en 1719, siendo reemplazado en diciembre del año siguiente por Antonio Cortaire y Terreros. Cuando llegó su relevo se le hizo el acostumbrado juicio de residencia y pronto se descubrió que no tenía dinero ni para regresar a España. Aun así, el Fiscal le cobró una multa de 1000 pesos por haber incumplido con la visita anual a los pueblos, cantidad que pudo pagar gracias a un préstamo que le hicieron algunos comerciantes. Con otros apoyos pudo regresar a España donde vendió propiedades a fin de regresar a Yucatán para saldar sus deudas y llevarse consigo a su familia. Fue gracias al obispo Juan Gómez de Parada que su esposa y cuatro hijos pudieron subsistir durante la ausencia del exgobernador.
Posteriormente, fue alcalde Mayor de Teozacualco y Teozoquilco. El 3 de agosto de 1731 fue nombrado, también por el rey Felipe V, gobernador y capitán general de Nueva Vizacaya, cargo que ocupó hasta el día de su muerte, ocurrida en Real de Parral (Chihuahua), el 30 de mayo de 1738.
Uno de sus hijos, Juan José de Vértiz y Salcedo, llegaría a ser gobernador de Buenos Aires y virrey de Río de la Plata.